# The Favourite Game (film)
The Favourite Game è un film del 2003 diretto da Bernar Hébert e tratto dal romanzo Il gioco favorito di Leonard Cohen.

## Trama
Il poeta ventottenne Leo Breavman usa i suoi ricordi d'infanzia e le sue conquiste femminili come punto di partenza per creare la sua opera. Nel frattempo molla la fidanzata Tamara ed intraprende un'appassionata relazione con la graphic designer Shell.

## Riconoscimenti
- 2004 - Canadian Society of Cinematographers Awards
  - Nomination Best Cinematography in Theatrical Feature